# Gedit
gedit — свободный текстовый редактор рабочей среды GNOME, macOS и Windows с поддержкой Юникода. Распространяется на условиях GNU General Public License.
В рамках проекта перевода GNOME редактор переведён на десятки языков, в том числе и на русский.

## Возможности программы
- Использование вкладок.
- Поддержка различных кодировок.
- Подсветки синтаксиса для ряда языков программирования и разметки.
- Проверка орфографии.
- Нумерация строк.
- Подсветка текущей строки.
- Функции поиска и замены текста.
- Переход к указанной пользователем строке.
- Настраиваемые цвета и шрифты, используемые редактором.[5]
- Печать с возможностью предпросмотра.
- Автоматический перенос строк в указанной позиции.
- Подсветка соответствующих открывающих и закрывающих скобок.
- Автоматическое сохранение резервных копий файлов перед изменением.
- Поддержка плагинов.

## Возможности, добавляемые стандартными плагинами
- Использование редактора в качестве IDE для C/C++/Python/…
- Мультиредактирование документов.
- Добавление экспресс-панели для новой вкладки с миниатюрами документов (наподобие встроенной экспресс-панели в браузере Opera).
- Множественные возможности для разработчиков.